# 1776 aux États-Unis
Pour des articles plus généraux, voir Chronologie des États-Unis et 1776.
Chronologie des États-Unis
- 1772
- 1773
- 1774
- 1775
- 1776
- 1777
- 1778
- 1779
- 1780

Cette page concerne des événements d'actualité qui se sont produits durant l'année 1776 du calendrier grégorien aux États-Unis.

## Gouvernement
- Second Congrès continental

## Événements

### Janvier
- 10 janvier : Thomas Paine publie un pamphlet, Common Sense, où il appelle ses concitoyens des Treize Colonies britanniques en Amérique du Nord à s'unir dans une grande nation libérée des servitudes et de la monarchie. 120 000 exemplaires sont vendus en un an.
- 15 janvier : Frédéric II de Hesse-Cassel loue des troupes à la Grande-Bretagne. 30 000 soldats allemands sont loués par leurs princes aux Britanniques pour combattre l'indépendance américaine.
- 24 janvier :
  - Henry Knox arrive à Cambridge (Massachusetts) avec l'artillerie qu'il a transportée de Fort Ticonderoga.
  - Le Congrès continental écrit la troisième et dernière lettres aux habitants de la province de Québec les invitant à joindre la révolution.

### Février
- 27 février : victoire des patriotes à la bataille de Moore's Creek Bridge.

### Mars

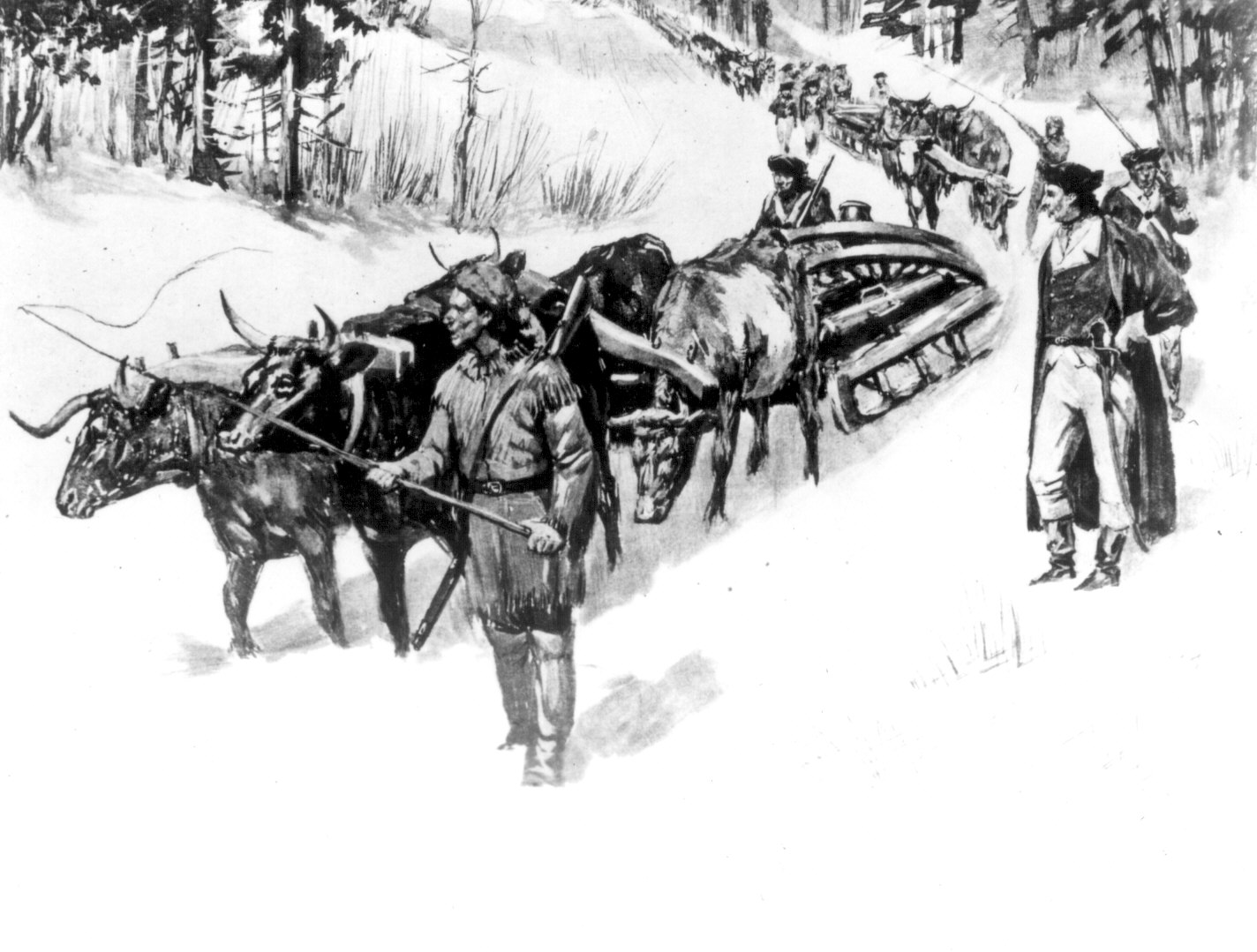
Henry Knox, le commandant en chef de l'artillerie de l'Armée continentale, surveillant l'artillerie allant au siège de Boston.

- 2 - 3 mars : Bataille des Rice Boats : Après la saisie britannique du riz des navires marchands sur le fleuve Savannah, les milices de la Géorgie et de la Caroline du Sud attaquent l'escadron britannique sur le fleuve utilisant des brûlots.
- 3 - 4 mars : bataille de Nassau : attaque navale et assaut amphibie par les forces américaines contre le port britannique de Nassau dans les Bahamas.
- 4 mars : les Américains capturent Dorchester Heights, qui domine le port de Boston (Massachusetts).
- 17 mars : les Britanniques évacuent Boston. Fin du siège de Boston.
- 28 mars : fondation du presidio de San Francisco en Californie.

### Avril
- 12 avril : la colonie royale de la Caroline du Nord produit les résolutions d'Halifax (Halifax Resolves), ce qui en fait la première colonie britannique à autoriser ses délégués du congrès continental à voter pour l'indépendance du Royaume de Grande-Bretagne.
- 29 avril : échec d’une délégation américaine à Montréal, venue négocier une alliance contre les Britanniques.

### Mai
- 4 mai : Rhode Island devient la première colonie américaine à renoncer à l'allégeance au Roi George III du Royaume-Uni.
- 6 mai : à l’arrivée de trois navires britanniques à Montréal, les Américains lèvent le camp.

### Juin

28 juin: la Déclaration d'indépendance des États-Unis d'Amérique est présentée au Congrès.

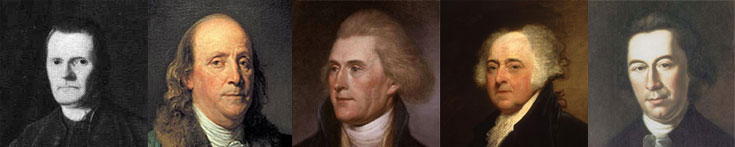
La Commission des Cinq : Sherman, Franklin, Jefferson, Adams et Livingston.

- 1er juin : arrivée au Canada de 4 300 mercenaires allemands (de Brunswick et de Hanau).
- 7 juin : Richard Henry Lee de la Virginie propose une résolution au congrès continental : Que ces Colonies Unies sont de droit, des États libres et indépendants...
- 8 juin : bataille de Trois-Rivières (Québec), opposant les insurgés des Treize colonies aux troupes du roi de Grande-Bretagne. Les Américains se replient, par la vallée de la rivière Richelieu, derrière la position de Ticonderoga.
- 11 juin : 
  - Le congrès continental nomme la Commission des Cinq pour ébaucher le texte de la Déclaration d'indépendance des États-Unis d'Amérique.
  - Parallèlement le Congrès crée un comité de 13 membres (un par État) chargé de rédiger les articles d'une Confédération.
- 12 juin :
  - Le Bill of Rights, première déclaration des droits de l’homme en Virginie, écrit par George Mason, est adopté par la Convention de Virginie.
  - Le Second Congrès continental créé le Board of War and Ordnance (Conseil de la Guerre et de l'Artillerie).
- 15 juin : l'assemblée générale du Delaware vote pour suspendre le gouvernement de la couronne britannique.
- 28 juin :
  - La Commission des Cinq présente leur Déclaration d'indépendance des États-Unis d'Amérique au congrès continental.
  - Bataille de Sullivan's Island : Elle a lieu près de Charleston en Caroline du Sud. Cette victoire américaine empêche les Anglais de s'installer dans le sud et ainsi de prendre en étau les indépendantistes.

- 29 juin :

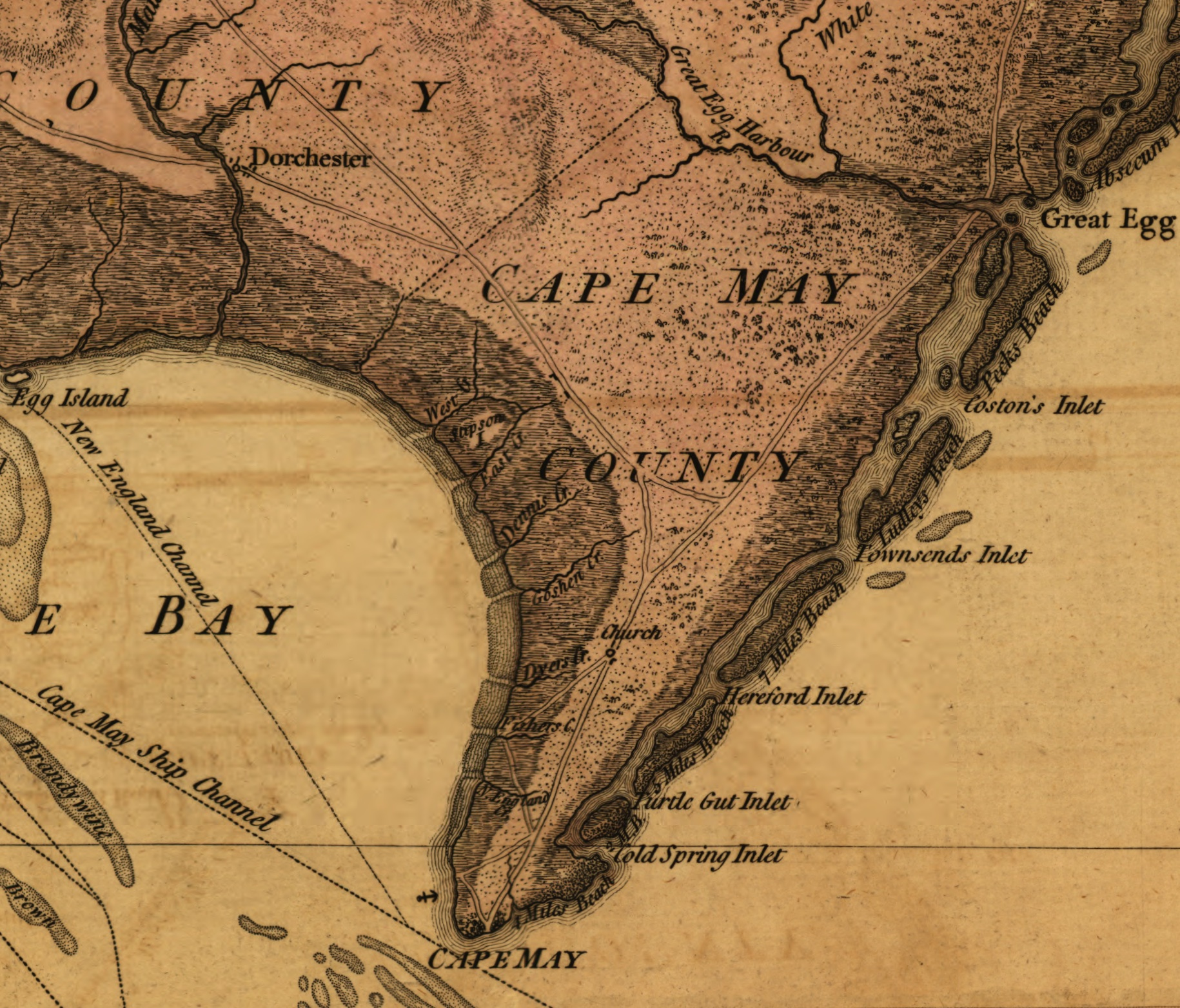
Localisation du chenal de Turtle Gut sur une carte de 1777

  - Ratification de la Constitution de Virginie.
  - Fondation de la ville de San Francisco par deux Pères franciscains venus du Mexique voisin, qui célèbrent la messe au fond d'une magnifique baie de la côte californienne.
  - Bataille du chenal de Turtle Gut (en), victoire navale de la Continental Navy et du futur « père de la marine américaine », le capitaine John Barry. En conséquence, la marine britannique éloigne son blocus de Philadelphie du Cape May.

### Juillet

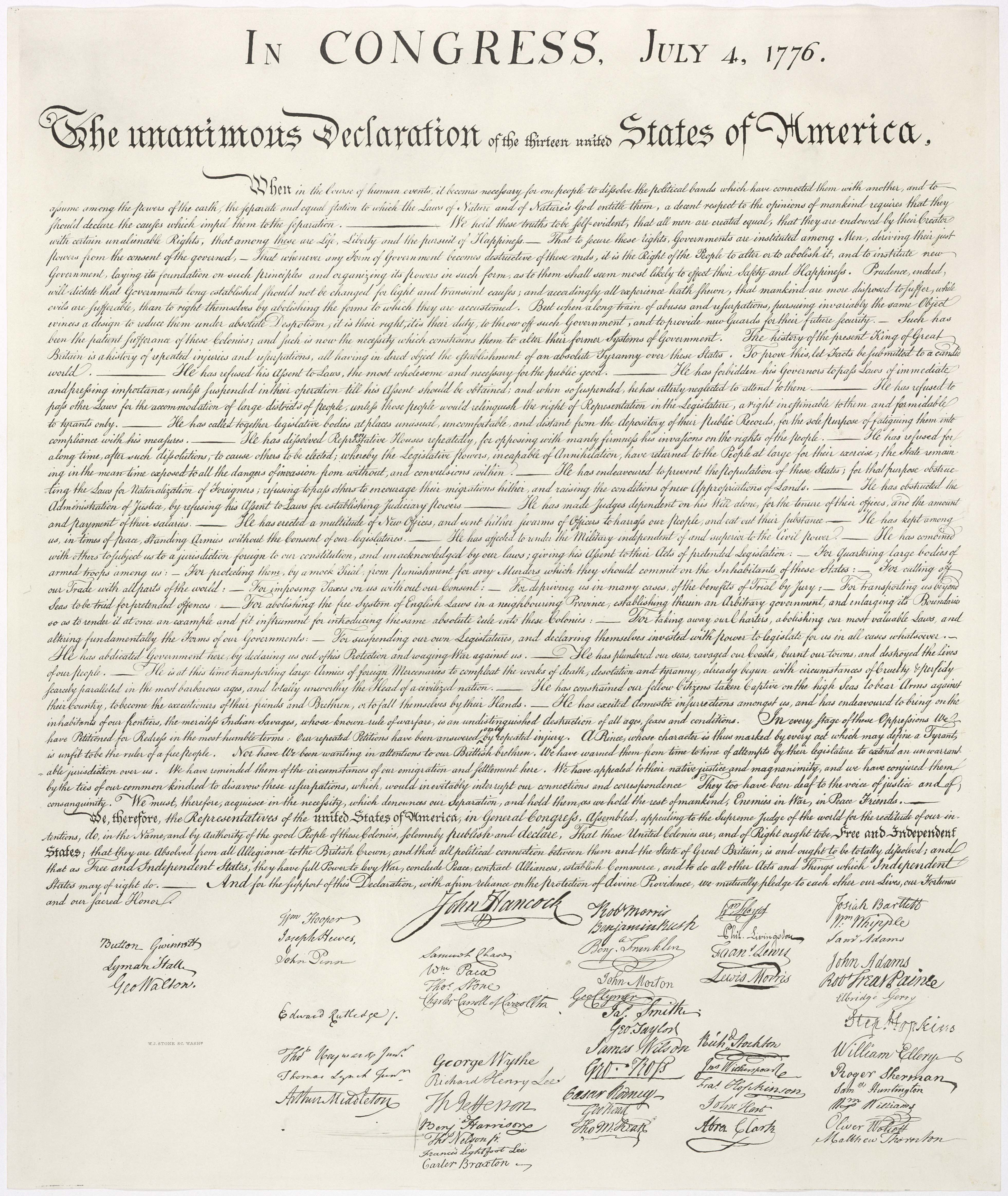
4 juillet: Déclaration d'indépendance des États-Unis d'Amérique.

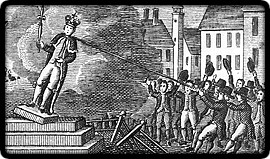
9 juillet : La statue du roi George III est déboulonnée à New York.

- 2 juillet : La copie finale de la Déclaration d'indépendance des États-Unis d'Amérique est écrite. Le congrès continental approuve la Lee Resolution.
- 4 juillet :
  - La Déclaration d'indépendance des États-Unis d'Amérique, est approuvée et signée par 56 délégués réunis à l'Independence Hall[1].
  - Dunlap broadside : la Déclaration d'indépendance des États-Unis d'Amérique est imprimée et envoyée à travers les colonies ainsi qu'en Angleterre[2].
  - Fondation d'Uniontown (Pennsylvanie).
- 5 juillet : Patrick Henry devient le premier gouverneur de Virginie (1776-79).
- 8 juillet :
  - La Liberty Bell (ou « cloche de la liberté ») retentit pour la première lecture publique de la Déclaration d'indépendance des États-Unis d'Amérique.
  - Émeutes contre la conscription à Boston.
- 9 juillet : une foule en colère renverse la statue équestre de George III du Royaume-Uni dans Bowling Green à New York.
- 12 juillet : présentation au Congrès des Articles de la Confédération ; la discussion sera plusieurs fois suspendue et le texte définitif ne sera validé qu'en novembre 1777.

### Août
- 15 août : les premières troupes de Frédéric II de Hesse-Cassel (voir 15 janvier 1776) débarquent sur Staten Island pour joindre les forces britanniques.
- 27 août : les Britanniques sont victorieux à la bataille de Brooklyn.
- 31 août : William Livingston devient le premier Gouverneur du New Jersey (non colonial).

### Septembre

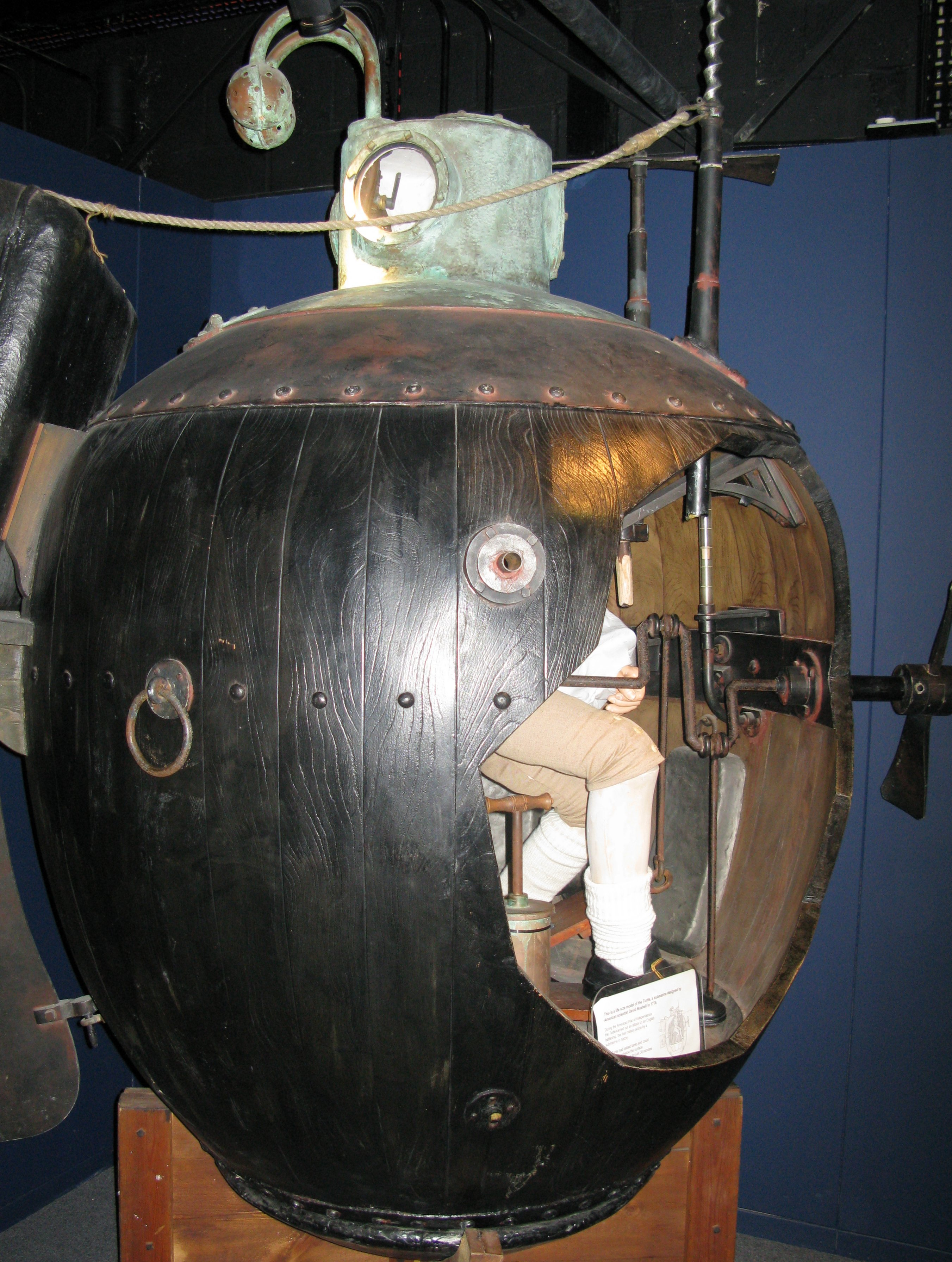
Réplique du sous-marin Turtle.

- 7 septembre : le Turtle est le premier sous-marin militaire à être utilisé dans une bataille. Le Turtle essaie de couler, sans succès, le HMS Eagle britannique dans le port de New York.
- 11 septembre : les Anglais et les Américains se réunissent à la conférence de paix de Staten Island cherchant à en finir avec la révolution. La réunion est brève et sans résultat.
- 15 septembre : les Britanniques débarquent à Kip's Bay et occupent New York[3]
- 16 septembre : première victoire de Washington, durant la bataille des Hauts de Harlem (Morningside Heights).
- 21 septembre : un incendie détruit le quart de New York.
- 22 septembre : Nathan Hale est condamné à mort à New York pour espionnage.

### Octobre
- Octobre : Benjamin Franklin, Silas Deane et Richard Lee sont envoyés en Europe par le Congrès continental, pour transmettre l'appel au secours d'une toute nouvelle nation qui doit lutter contre la première puissance militaire mondiale.
- 3 octobre : fondation de Vega Baja, dans l'île de Porto Rico.
- 9 octobre : fondation de San Francisco : après la construction d'un fort le 17 septembre, a lieu la dédicace de la mission nouvellement fondée à Saint François d'Assise (San Francisco de Asis). Le premier nom de San Francisco était « Yerba Buena » ("Bonne Herbe"). Les Franciscains fondent 21 missions pour convertir les Indiens.
- 11 - 13 octobre : victoire britannique à la bataille de l'île Valcour sur le lac Champlain.
- 28 octobre : déroute de Washington à la bataille de White Plains[4].
- 31 octobre : dans son premier discours devant le Parlement britannique depuis la Déclaration d'indépendance des États-Unis d'Amérique, le Roi George III du Royaume-Uni reconnaît que tout ne va pas bien pour la Grande-Bretagne dans la guerre avec les États-Unis.

### Novembre
- 16 novembre : les Britanniques prennent le fort de Washington (Washington Heights), ce qui leur assure le contrôle de New York.
- 20 novembre :  bataille de Fort Lee (en), invasion du New Jersey par les forces britanniques et hessiennes et retraite générale de l’armée continentale.

### Décembre

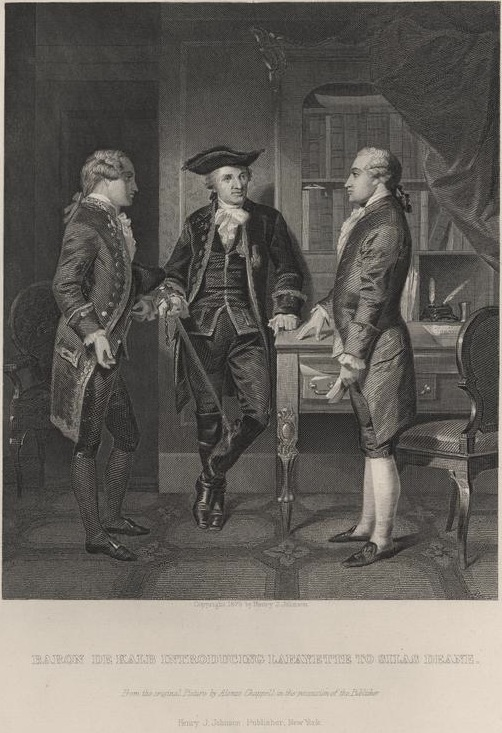
' « Johann de Kalb présente Gilbert du Motier de La Fayette à Silas Deane », (agent américain qui recrutera Lafayette pour l’armée continentale

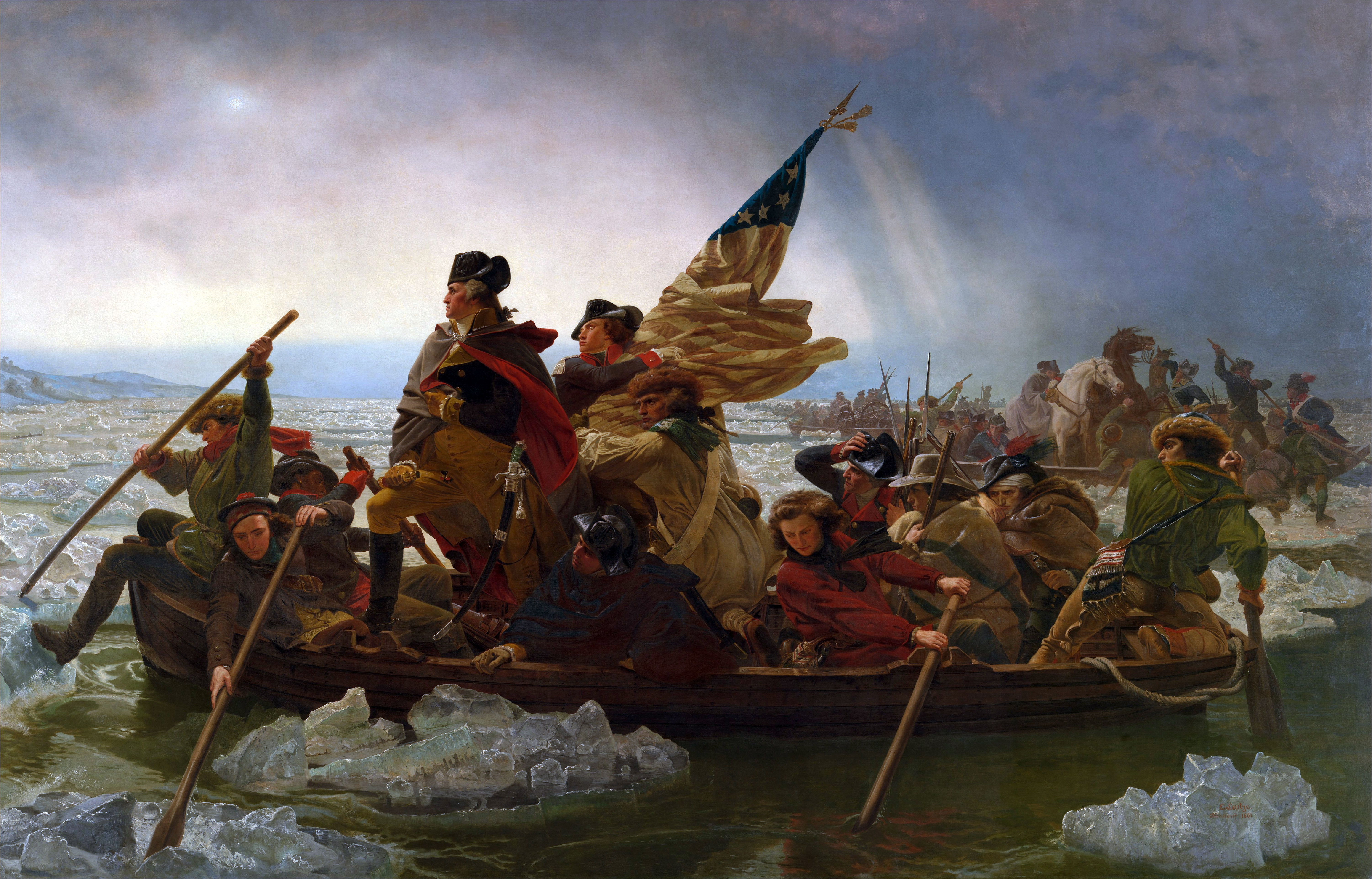
Washington Crossing the Delaware (Emanuel Leutze, 1851)

- 5 décembre : fondation du Phi Beta Kappa au Collège de William et Mary, il s'agit aujourd'hui du plus ancien et prestigieux club d'étudiants
- 7 décembre : à Paris, recruté par Silas Deane, le marquis de La Fayette offre ses services de soldat au Congrès continental.
- 14 décembre : Ambush of Geary (en), escarmouche près de Ringoes (New Jersey) dans le comté de Hunterdon. Après cette embuscade les troupes britanniques réduisirent leurs incursions de surveillance. C'est crucial car les Américains amassent des bateaux le long du fleuve Delaware, avant que George Washington ne le traverse le 25 décembre 1776 pour attaquer les Anglais à Trenton.
- 18 décembre : ratification de la constitution de Caroline du Nord.
- 19 décembre : Thomas Paine, vivant avec Washington ; commence à éditer The American Crisis, une série de pamphlets dans lequel il encourage les Américains à résister et à continuer la guerre contre la monarchie anglaise.
- 20 décembre : le Congrès continental se réunit à "Henry Fite House" à Baltimore dans le Maryland. Cest donc la capitale jusqu'au 27 février 1777.
- 22 décembre : bataille d'Iron Works Hill
- 25 décembre : George Washington traverse le Delaware.
- 26 décembre : défaite britannique à Trenton (Delaware).
- 28 décembre : l’ambassadeur américain Benjamin Franklin est reçu par le ministre des Affaires étrangères Vergennes ; il vient demander de l’aide à la France contre les Britanniques[5].
- 31 décembre : les révolutionnaires sont refoulés à Québec. Des loyalistes arrivent au Canada et sont installés sur des terres confisquées aux « Canayens ». Il créeront en 1784 le Nouveau-Brunswick.

## Sans date précise
- Les populations défavorisées des États du Sud ne se rallient pas spontanément à la révolution et le Delaware, le Maryland, les deux Carolines, la Géorgie et dans une moindre mesure la Virginie sont plongées dans un État de guerre civile qui dure toute la guerre. Des émeutes éclatent au Maryland contre les familles dirigeantes ralliées à la révolution mais soupçonnées de stocker les biens de première nécessité. Les autorités du Maryland font des concessions en imposant plus lourdement la terre et la possession d’esclaves et en autorisant le paiement des dettes en papier-monnaie. Dans les Carolines et la Géorgie, « de vastes régions sont livrées à elles-mêmes » et les populations refusent de participer à la guerre.
- De nouvelles constitutions sont élaborées dans tous les États de 1776 à 1780. Le suffrage censitaire est assoupli dans certains États, mais devient plus strict dans le Massachusetts. Seule la Pennsylvanie l’abolit complètement. Les nouvelles déclarations des droits comportent des amendements restrictifs.
- Pendant la campagne électorale pour l’élection d’une convention chargée d’élaborer une constitution pour la Pennsylvanie, un comité de soldats appelle les électeurs à s’opposer aux « intérêts des individus exagérément riches ».
- Création du comté de Monongalia (Virginie-Occidentale).
- Création du comté d'Ohio (Virginie-Occidentale).

## Naissances
- 2 janvier: Jeremiah Chaplin, théologien baptiste réformé qui est le premier président du Colby College, dans le Maine[6], mort le 7 août 1841.
- 5 mars: Gerard Troost, était un médecin, naturaliste et minéralogiste américano-néerlandais, mort le 14 mai 1850.
- 17 mai: Amos Eaton, était un botaniste, géologue et éducateur américain qui est considéré comme le fondateur du programme scientifique moderne dans l’éducation, mort le 10 mai 1842[7],[8].

## Décès
- 22 septembre : Nathan Hale, né le 6 juin 1755, est un soldat de l'Armée continentale pendant la guerre d'indépendance des États-Unis. Généralement considéré comme le premier espion des États-Unis, il est capturé par les Britanniques. Il est surtout connu pour son discours avant d'être pendu après la bataille de Long Island, dans lequel il dit : « Je regrette seulement de n'avoir qu'une seule vie à perdre pour mon pays ».

#### Articles généraux
- Chronologie de la révolution américaine
- Révolution américaine
- Guerre d'indépendance des États-Unis
- Histoire des États-Unis de 1776 à 1865
- Évolution territoriale des États-Unis
- Liste des batailles de la Guerre d'indépendance américaine (1776-1783)
- 1776 au Canada

#### Articles sur l'année 1776 aux États-Unis
- Déclaration d'indépendance des États-Unis
- Commission des Cinq
- Lee Resolution
- Le Sens commun
- Bataille de Long Island
- Bataille de Trenton
- Siège de Boston